# Noel Browne
Noel Christopher Browne, född 20 december 1915 i Waterford, död 21 maj 1997 i Baile na hAbann i grevskapet Galway var en irländsk läkare och politiker. Han var landets hälsominister 1948-1951 och därtill Teachta Dála (TD), ledamot i Dáil Éireann i flera perioder mellan 1948 och 1982. Han var medlem i flera partier under sin karriär, bland annat Clann na Poblachta under sin tid som hälsominister, Arbetarpartiet och National Progressive Democrats som han grundade och ledde 1958-1963. Därtill var han också senator 1973-1977.
Noël levde i fattiga förhållanden under sin barndom tillsammans med sina föräldrar och sju syskon. Båda föräldrarna dog i Tuberkulos under Noëls barndom, och så även de flesta av hans syskon. Till slut blev Noël det sista överlevande syskonet trots att ha haft Tuberkulos flera gånger. Med hjälp av en rik vän kunde han studera medicin på Trinity College och senare bli läkare under tidiga 1940-talet. Han var dock fortsatt påverkad av den sjukdom och fattigdom han sett under sin barndom och beslutade sig för att politiken var det bästa sättet för att förändra samhället. Han anslöt sig till republikanska partiet Clann na Poblachta och valdes till Dáil Éireann 1948, varpå han snabbt blev hälsominister. 
Browne gjorde sig känd för sitt arbete under John A Costellos regering där han arbetade för att utrota Tuberkulos på Irland, samt för sitt kontroversiella förslag "the Mother and Child Scheme". Denna plan skulle förse alla mödrar och barn upp till 16 års ålder med universell, gratis sjukvård. Både oppositionen och läkare lyfte fram hård kritik då det hotade läkares inkomster, och den inflytelserika katolska kyrkan var kritisk mot idén om "socialiserad vård". Detta tvingade Browne att avgå 1951, och kort därefter föll också regeringen.
Efter sin tid som hälsominister var han fortsatt ledamot av Dáil Éireann och blev 1977 landets första parlamentariker att förespråka en legalisering av homosexualitet och var bland annat kritisk mot Sydafrikanska apartheid-regimen, och talade för en bojkott av sydafrikanska produkter.